# داميان ميغيلز
داميان ميغيلز (بالإسبانية: Damian Emmanuel Migueles) هو لاعب كرة يد أرجنتيني. مثل منتخب الأرجنتين لكرة اليد. شارك في دورة الألعاب الأولمبية الصيفية سنة 2012. حقق المركز الأول في دورة الألعاب الأمريكية 2011.

## سجل المنافسة
شارك في البطولات التالية:
- الألعاب الأولمبية الصيفية 2012

## الميداليات
| الميدالية | المسابقة                    |
| --------- | --------------------------- |
| فضية      | دورة الألعاب الأمريكية 2007 |
| ذهبية     | دورة الألعاب الأمريكية 2011 |
| فضية      | دورة الألعاب الأمريكية 2015 |

## روابط خارجية
- داميان ميغيلز على موقع أوليمبيديا (الإنجليزية)